# Duurzaamheid

Een diagram dat de relatie aangeeft tussen de "drie pijlers van duurzaamheid", waarin zowel economie als samenleving worden beperkt door planetaire grenzen

Aspecten van duurzaamheid

In ecologie is duurzaamheid de eigenschap van biologische systemen om voor onbepaalde tijd divers en productief te blijven. Langlevende en gezonde wetlands en bossen zijn voorbeelden van duurzame biologische systemen. Het is de betekenis van duurzaamheid die in het Engels sustainability wordt genoemd. Een duurzaam product is bij zijn levensloop van productie tot en met verwerking als afval niet nadelig voor het grotere systeem, dit soort productie kan lang doorgaan, en is dus duurzaam. Dit moet niet verward worden met de andere betekenis van duurzaam, dat in het Engels durability heet en aangeeft dat een product lang mee gaat.
Meer in het algemeen is duurzaamheid het uithoudingsvermogen van systemen en processen. Het organiserend principe voor duurzaamheid is duurzame ontwikkeling, die vier met elkaar verbonden domeinen omvat: ecologie, economie, politiek en cultuur(eepc). Verschillende takken van de wetenschap houden zich met duurzaamheid bezig, zoals milieukunde en ecologische economie. 

## Definities
Een algemeen erkende definitie is te vinden in het Brundtland-rapport en wordt regelmatig gebruikt:
Duurzame ontwikkeling is ontwikkeling die tegemoetkomt aan de noden van het heden zonder de behoeftevoorziening van de toekomstige generaties in het gedrang te brengen.
Er zijn specifieke afgeleide definities in omloop, bijvoorbeeld met betrekking tot ondernemen:
Duurzaam ondernemen is het leveren van concurrerend geprijsde goederen en diensten, die in de behoefte van de mens voorzien en die kwaliteit aan het leven geven, waarbij geleidelijk de milieubelasting en het grondstof- en energiegebruik door de levenscyclus en in de keten gereduceerd worden tot een niveau dat ten minste in balans is met de draagkracht van de aarde.
Duurzaam ondernemen, aldus omschreven, is in gang gezet door vooral industriële grootbedrijven. Aanleiding was de toenemende invloed van 'stakeholders', waaronder consumentenorganisaties, waar tegenwoordig serieus rekening mee wordt gehouden. Hun macht heeft bedrijven gedwongen om verantwoording af te leggen over de positie die wordt ingenomen aangaande People Planet Profit.
Deze ontwikkeling breidt zich uit naar niet-industriële sectoren en het MKB/KMO. Zo zien die het duurzaam ondernemen als:
“Ondernemers en directies streven bij alle bedrijfsbeslissingen niet alleen een hoger bedrijfsrendement na, maar benutten ook de kansen voor een beter milieu en meer welzijn van de medewerkers en de maatschappij.
De Europese Stichting ter Verbetering van Leef- en Werkomstandigheden heeft ook arbeidsomstandigheden in de definitie opgenomen als aparte vierde dimensie.
Dit zijn definities die vaak gebruikt worden om duurzaamheid te beschrijven. Echter is er van oudsher ook een definitie van duurzaamheid die gewoon betekent dat iets lang mee gaat. Hierdoor kunnen  producten worden aangeprezen als duurzaam, terwijl ze niet per se goed zijn voor het milieu.

## Duurzaamheid op wereldschaal

Op consumptie gebaseerde CO₂-emissies per hoofd van de bevolking vs. Human Development Index (HDI), 2020

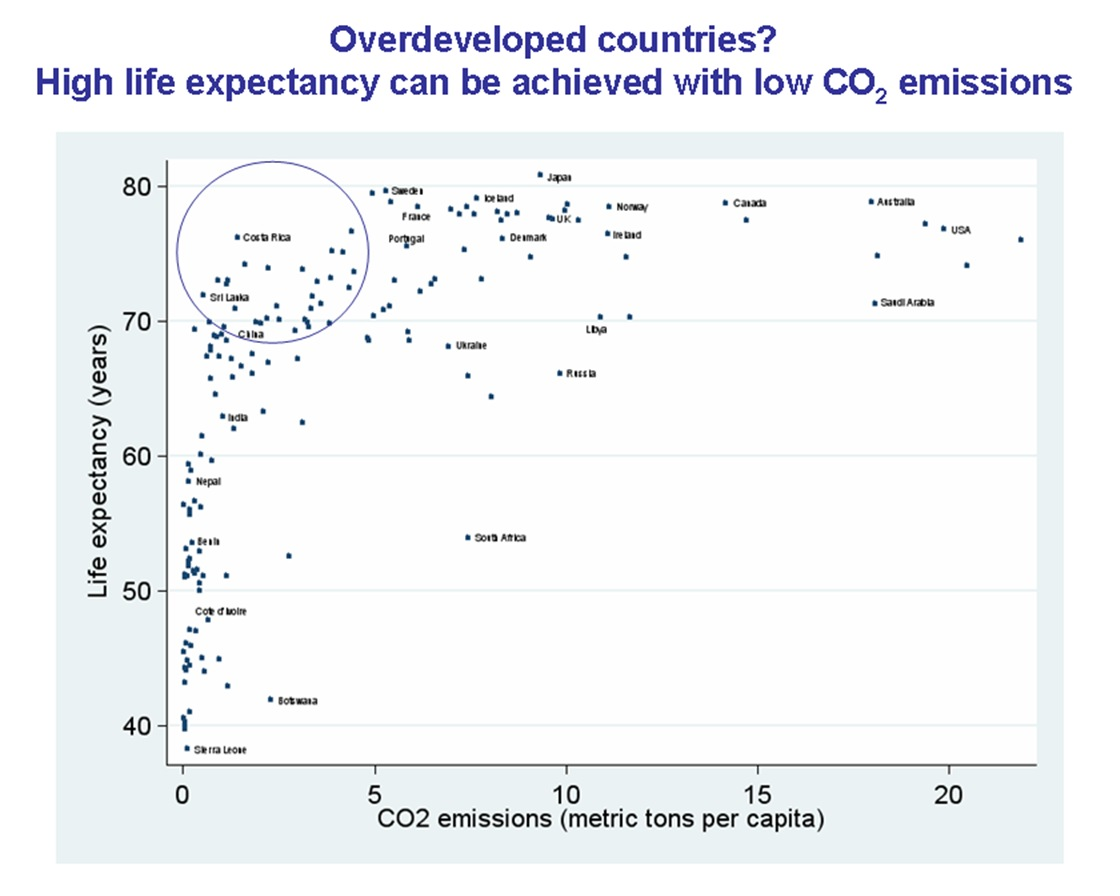
Een hoge levensverwachting kan bereikt worden met een lage CO_{2}-uitstoot, bijvoorbeeld in Costa Rica. Dit land scoort ook hoog op de Happy Planet Index, wat naast levensverwachting ook levenstevredenheid in rekening brengt.

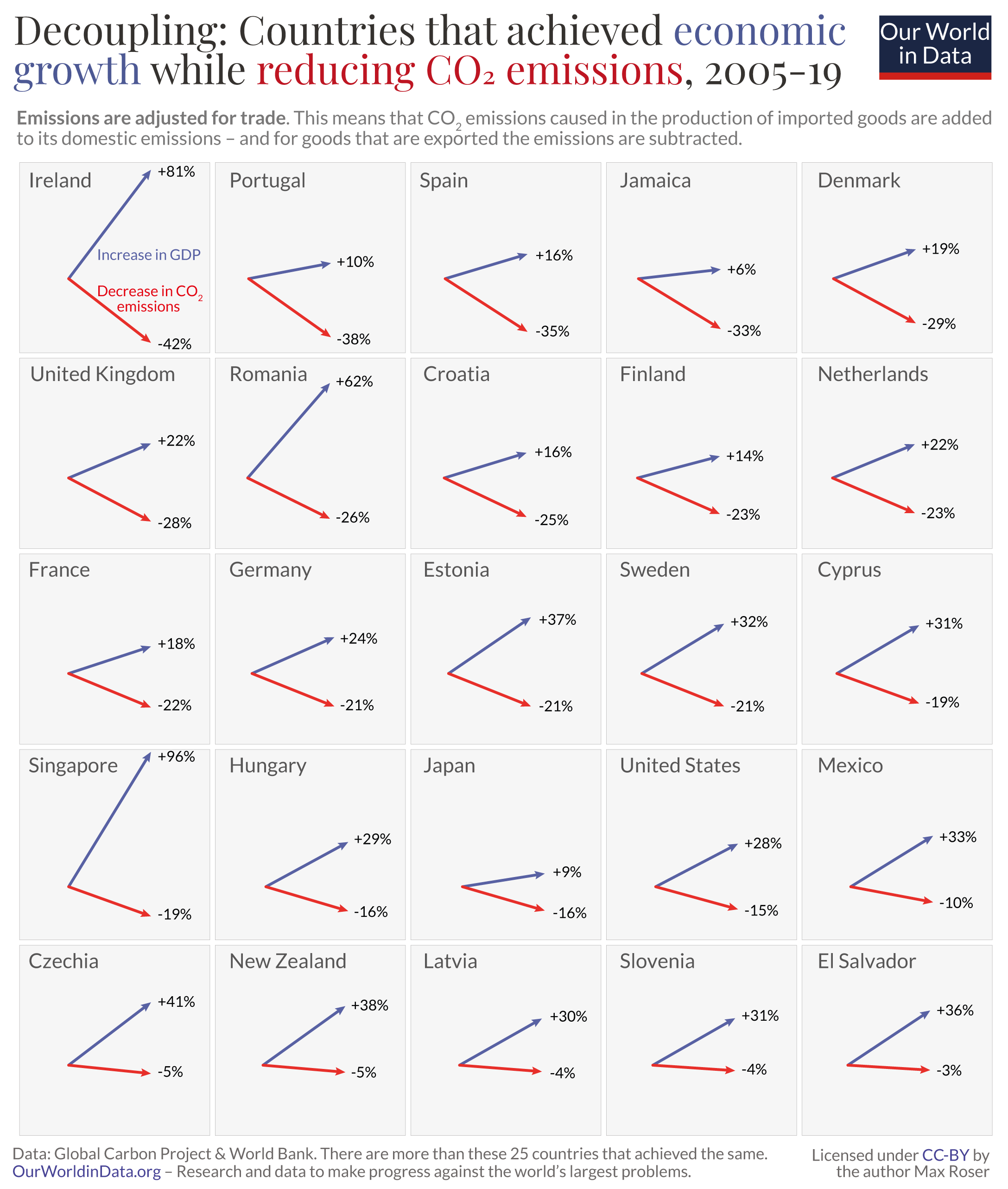
Ontkoppeling: landen die de uitstoot hebben teruggedrongen en tegelijkertijd de economie hebben laten groeien.

Op wereldwijde schaal geven wetenschappelijke gegevens anno 2010 aan dat de draagkracht van de Aarde in toenemende mate overschreden wordt. Dit wetenschappelijke bewijsmateriaal komt uit vele bronnen maar wordt in detail gepresenteerd in het Millennium Ecosystem Assessment en het planetary boundaries framework. Een vroeg gedetailleerd overzicht van planetaire grenzen werd gepubliceerd in het boek Limits to Growth uit 1972, dat aanleiding gaf tot vervolgcommentaar en analyse.
Een recensie door 22 internationale onderzoekers in het wetenschappelijk tijdschrift Nature in 2012  waarschuwde dat de aarde mogelijk een state shift nadert in haar biosfeer.
De ecologische voetafdruk meet de menselijke consumptie in termen van het biologisch productieve land dat nodig is om de hulpbronnen te leveren en de afvalstoffen van de gemiddelde wereldburger te absorberen. In 2008 was 2,7 globale hectare per persoon nodig, 30% meer dan de natuurlijke biologische capaciteit van 2,1 globale hectare (ervan uitgaande dat er niks nodig is voor andere organismen).
De resulterende ecologische tekort moet worden gehaald uit niet-duurzame extra bronnen en deze worden op drie manieren verkregen: ingebed in de goederen en diensten van de wereldhandel; gehaald uit het verleden (bijvoorbeeld fossiele brandstoffen); of geleend van de toekomst als niet-duurzaam gebruik van hulpbronnen (bijvoorbeeld door overexploitatie bossen en visserij).
De figuur (rechts) onderzoekt duurzaamheid op de schaal van individuele landen door hun ecologische voetafdruk te vergelijken met hun Human Development Index (een maatstaf voor de levensstandaard). De grafiek laat zien wat nodig is voor landen om een aanvaardbare levensstandaard voor hun burgers en tegelijkertijd een duurzaam gebruik van hulpbronnen te handhaven. De algemene trend is dat hogere levensstandaards minder duurzaam worden. Duurzaamheid bereiken is de wereldwijde levensstandaard verhogen zonder het gebruik van hulpbronnen op meer dan duurzame niveaus; dat wil zeggen het verbruik van "één planeet" niet te overschrijden. Informatie gegenereerd door rapporten op nationale, regionale en stedelijke schaal bevestigt de wereldwijde trend naar samenlevingen die met de tijd minder duurzaam worden. Langs de andere kant zijn er sinds de 21e eeuw wel bepaalde landen die erin slagen om een vorm van eco-economische ontkoppeling te realiseren: een groei van de economie zonder een overeenkomstige toename van de milieudruk. 
Roemeens-Amerikaans econoom Nicholas Georgescu-Roegen, een van de vaders van de ecologische economie, heeft betoogd dat de draagkracht van de Aarde - dat wil zeggen, het vermogen van de aarde om menselijke populaties en consumptieniveaus te ondersteunen - in de toekomst zeker zal afnemen naarmate de eindige voorraad minerale rijkdommen van de aarde wordt geëxtraheerd en in gebruik genomen.

## Duurzaamheid bevorderen
Manieren om duurzaamheid te bevorderen kunnen vele vormen aannemen:
het bevorderen van bepaalde economische sectoren (duurzaam bouwen, duurzame landbouw, duurzame energie en de deeleconomie),
wetenschap gebruiken om nieuwe duurzame technologieën te ontwikkelen (bijvoorbeeld kernfusie ontwikkelen of ontwikkelen van nieuwe generaties windmolens en zonnepanelen), het ontwerpen van systemen op een flexibele en omkeerbare manier (zie duurzaam ontwerpen en kringloopeconomie) of andere manieren van leven (bijvoorbeeld ecodorpen en transitiesteden).
Volgens economen is de meest efficiënte manier om duurzaamheid te bevorderen een prijs plakken op vervuiling via bijvoorbeeld een pigouviaanse belasting. Dit wil zeggen een belasting heffen op elke marktactiviteit die negatieve externaliteiten genereert (de kosten van vervuiling die niet zijn opgenomen in de marktprijs). Een voorbeeld hiervan is een CO2-belasting of zo veel mogelijk sectoren laten betalen voor hun uitstoot via een systeem van emissiehandel.